# غريغ لانسينغ
غريغ لانسينغ (بالإنجليزية: Greg Lansing)‏ هو مدرب كرة سلة أمريكي، ولد في 9 ديسمبر 1967 في دي موين في الولايات المتحدة.

## روابط خارجية
- غريغ لانسينغ على موقع كلية كرة السلة في سبورتس رفرنس.كوم (الإنجليزية)